# Kárminvörös (színezék)
A kárminvörös (E120) (más néven carmines, Crimson Lake, Cochineal, Natural Red 4, C.I. 75470, egyes esetekben kárminsav) egy adalékanyag, amit a bíbortetű nőstény egyedeiből állítanak elő. A megnevezést egy bizonyos mély-vörös színárnyalatra is használják.
Felhasználási területei elsősorban a művirágok színezése, festékgyártás, rúzsok, kozmetikumok színezése, valamint élelmiszer-színező adalékanyag, mely megtalálható elsősorban gyümölcsitalokban, jégkrémekben, joghurtokban, édességekben stb. Mivel ez a vörös festék sok rózsaszín, piros, vagy lila színű ételben is megtalálható, ezért vegetáriánusok, vegánok, mások pedig vallási előírások miatt nem fogyasztják ezeket állati eredete miatt[forrás?].

## Előállítása
A bíbortetű egyedeit kiszárítva, majd kiforralva kinyerhető belőlük a kárminsav (lásd lejjebb), amelyet ezt követően timsóval, tisztított borkővel, vagy kálium-hidrogén-oxaláttal finomítanak. Ennek hatására az állati fehérjék kicsapódnak. Más módszerek tojásfehérje, enyv, vagy zselatin hozzáadását javasolják még a kicsapatás előtt.
A kármin minősége nagyban függ az előállítás során elért hőmérséklettől, a hozzáadott timsó mennyiségétől és az eljárás idejétől.

## Allergiás reakciók
Erős kontakt allergén volta a kozmetikai iparban történő felhasználásakor bizonyosodott be. A szervezetbe bekerülve egyes embereknél anafilaxiás sokkot is kiválthat.[forrás?]

## Kárminsav
A kárminsav (C22H20O13) a kárminvörös színanyaga. Kárminsavat először 1991-ben sikerült szintetizálni, azonban kémiai előállítása gazdaságtalan.[forrás?]